# Чегрекан
Чегрекан (перс. چهرقان) — село в Ірані, у дегестані Хосров-Бейк, у бахші Міладжерд, шахрестані Коміджан остану Марказі. За даними перепису 2006 року, його населення становило 1580 осіб, що проживали у складі 415 сімей.

## Клімат
Середня річна температура становить 9,79°C, середня максимальна – 28,42°C, а середня мінімальна – -12,18°C. Середня річна кількість опадів – 276 мм.
| Клімат поселення                              | Клімат поселення | Клімат поселення | Клімат поселення | Клімат поселення | Клімат поселення | Клімат поселення | Клімат поселення | Клімат поселення | Клімат поселення | Клімат поселення | Клімат поселення | Клімат поселення | Клімат поселення |
| Показник                                      | Січ.             | Лют.             | Бер.             | Квіт.            | Трав.            | Черв.            | Лип.             | Серп.            | Вер.             | Жовт.            | Лист.            | Груд.            |                  |
| Середній максимум, °C                         | 3,83             | 6,02             | 9,25             | 16,24            | 21,56            | 26,90            | 28,42            | 28,34            | 23,50            | 17,47            | 11,04            | 5,36             |                  |
| Середня температура, °C                       | −4,17            | −2               | 1,23             | 8,24             | 13,56            | 18,89            | 23,03            | 22,94            | 18,10            | 12,05            | 5,65             | −0,05            |                  |
| Середній мінімум, °C                          | −12,18           | −10              | −6,78            | 0,22             | 5,56             | 10,88            | 17,63            | 17,53            | 12,71            | 6,67             | 0,25             | −5,46            |                  |
| Норма опадів, мм                              | 37               | 35               | 50               | 42               | 38               | 7                | 1                | 1                | 0                | 9                | 22               | 34               |                  |
| Середньомісячна швидкість вітру, м/с          | 1.78             | 2.22             | 2.59             | 2.95             | 2.43             | 2.24             | 2.22             | 2.09             | 2.07             | 1.93             | 1.62             | 1.42             |                  |
| Середньомісячна сонячна радіація, кДж/м²·день | 8695             | 11582            | 14321            | 17887            | 22044            | 26935            | 26125            | 23933            | 20718            | 15078            | 10579            | 8378             |                  |
| --------------------------------------------- | ---------------- | ---------------- | ---------------- | ---------------- | ---------------- | ---------------- | ---------------- | ---------------- | ---------------- | ---------------- | ---------------- | ---------------- | ---------------- |
| Джерело:                                      |                  |                  |                  |                  |                  |                  |                  |                  |                  |                  |                  |                  |                  |